# Tour della nazionale maschile di rugby a 15 delle Figi 2014
Nel mese di novembre 2014 la Nazionale di rugby a 15 di Figi intraprese un tour in Europa che comprendeva due test match contro la Francia e il Galles, rispettivamente a Marsiglia e a Cardiff, e uno contro gli Stati Uniti sul campo neutro di Vannes, il cui stadio della Rabine fu utilizzato per i test match delle squadre di secondo livello in tour in tale anno.
L'incontro d'apertura del tour fu al Vélodrome di Marsiglia, contro una Francia che negli 8 incontri precedenti tra le due squadre aveva vinto con una media punti di 40 contro 12; anche la partita del tour 2014 ricalcò la stessa falsariga, in quanto i Bleus si imposero per 40-15 (11-0 il primo tempo).
Al Millennium Stadium di Cardiff, contro il Galles una settimana più tardi, la nazionale oceaniana diede altresì una prova più convincente: nonostante la sconfitta per 13-17, il Galles non offrì una prova ritenuta abbastanza convincente, giudizio aggravato dal fatto che la squadra di casa giocava in superiorità numerica grazie all'espulsione del figiano Campese Ma'afu per doppio giallo alla fine del primo tempo; anche con un uomo in più il Galles non fu capace di segnare un punto nel secondo tempo e subì nel finale una meta di Nadolo, da lui stesso trasformata.
L'indisciplina rischiò di compromettere anche il terzo incontro della serie, vinto contro gli Stati Uniti a Vannes per 20-14: avanti per 15-0 sugli americani all'intervallo, infatti, Figi si portò subito sul 20-0 con una meta di Watisoni Votu, ma nei successivi 10 minuti due mete, di Seamus Kelly e Takudzwa Ngwenya, riaprirono l'incontro sul 20-14; al 67' l'espulsione temporanea di Votu lasciò per 10 minuti Figi in quattordici uomini, ma gli Stati Uniti, nonostante gli sforzi, non riuscirono a realizzare punti e lo score non si mosse più.

## Risultati
| Arbitro: | Glen Jackson |

|                                         |      |                     |
| 2’, 55’, 56’ Thomas 67’ Papé 71’ Fofana | mt   | 46’ Votu 80’ Nagusa |
| 55’, 67’ C. Lopez 71’ Kockott           | tr   | 80’ Nadolo          |
| 8’, 29’, 40’ C. Lopez                   | c.p. | 44’ Nadolo          |

| Arbitro: | Pascal Gaüzère |

|                                   |      |                 |
| 6’ North 18’ Cuthbert 36’ tecnica | mt   | 77’ Nadolo      |
| 36’ Priestland                    | tr   | 77’ Nadolo      |
|                                   | c.p. | 22’, 28’ Nadolo |

| Arbitro: | John Lacey |

|                          |      |                       |
| 26’ Nagusa 29’, 49’ Votu | mt   | 41’ Kelly 58’ Ngwenya |
| 26’ Nadolo               | tr   | 41’, 58’ McLean       |
| 10’ Nadolo               | c.p. |                       |